# Valldemosa
Valldemosa, katalanska Valldemossa, är en kommun på Mallorca i den spanska regionen Balearerna. I Valldemosa har bland andra Frédéric Chopin och George Sand bott. Antalet invånare är 2 016 (2024). Byn har blivit omnämnd som en av Mallorcas vackraste byar.
Anni-Frid Lyngstad är växelvis bosatt i Valldemosa och i Zermatt i schweiziska alperna. 